# Pseudoboletia indiana
Pseudoboletia indiana is een zee-egel uit de familie Toxopneustidae.
De wetenschappelijke naam van de soort werd in 1862 gepubliceerd door Hardouin Michelin.